# Bill Chaffey
Bill Chaffey (nascido em 9 de outubro de 1975) é um paratriatleta australiano, campeão mundial de triatlo em 2009, 2011, 2012, 2013 e 2015 e medalha de prata no Ironman Hawaii. Uma versão adaptada do triatlo para atletas com deficiência física, paratriatlo, fez a estreia na Paralimpíada do Rio de Janeiro, em 2016, e Bill foi um dos atletas que competiram na modalidade, representando a Austrália.